# Ramón Franco (acteur)
Ramón Franco (né le 12 septembre 1963 à Caguas, Porto Rico) est un acteur de cinéma et de télévision. Il réside à Los Angeles.

## Biographie
Ramón Franco est célèbre pour son rôle d'Alberto Ruiz dans la série L'Enfer du devoir. Il a également interprété le soldat Aponte dans le film de Clint Eastwood de 1986 Le Maître de guerre.

## Filmographie

### Cinéma
- 2018 : Once Upon a Time in Hollywood de Quentin Tarantino
- 2009 : The Perfect Game : Senor Villarreal
- 2007 : Resident Evil: Extinction : Runty
- 1995 : Hostile Intentions (vidéo) : policier Alonso
- 1993 : Extreme Justice : Alberto Torres
- 1993 : Street Knight : Cisco
- 1991 : Réclusion à mort : James
- 1991 : Kiss Me a Killer de Marcus DeLeon : Ramon
- 1988 : À l'épreuve des balles : Camilo
- 1986 : Le Maître de guerre : soldat Aponte
- 1983 : Deadly Force : Jesus
- 1980 : Times Square : Sleez Bag Vendor #1
- 1980 : De plein fouet : garçon 2 dans le bus
- 1979 : Boardwalk : Peppy

### Télévision

#### Séries télévisées
- 2013 : The Bridge : Fausto Galvan
- 2012 : Major Crimes (saison 1, épisode 10 : Sous tutelle) : Gustavo Reyes
- 2011 : Les Experts (CSI: Crime Scene Investigation) (saison 12, épisode 08 : Crime et Châtiment) : Diego Barra
- 2011 : Eagleheart (en) (saison, épisode  : Me Llamo Justice Saldivar)
- 2010 : Les Experts : Miami (CSI: Miami) (saison 9, épisode 09 : Une vérité édulcorée) : Luis Avilla
- 2010 : Bailey et Stark (The Good Guys) (saison 1, épisode 01 : Délit mineur) : Escalante
- 2008 - 2009 : Weeds : Sucio
  - (saison 4, épisode 09 : Maman les gros bateaux) : Dirty Man
  - (saison 4, épisode 12 : Descente et pas qu'aux Enfers) : Dirty Man
  - (saison 4, épisode 13 : Travailler plus pour tuer plus) : Dirty Man
  - (saison 5, épisode 03 : Quand faut y aller…) : Sucio
  - (saison 5, épisode 05 : Apocalypse) : Sucio
- 2008 : Médium (saison 4, épisode 01 : Et Maintenant…) : Epicier
- 2007 : Women's Murder Club (saison 1, épisode 08 : La Loi du silence) : Nivaldo Quiroga
- 2007 : Prison Break (saison 3, épisode 03 : Le Chat et la Souris) : Raul
- 2007 : The Company (mini-série) (saison 1, épisode 03) : Arturo Padron
- 2006 : Dernier Recours (In Justice) (saison 1, épisode 13 : Frontière clandestine) : Larralde
- 2005 : Cold Case : Affaires classées (Cold Case) (saison 3, épisode 10 : Au nom du frère) : Ricardo Munoz
- 2005 : Dr House (House) (saison 1, épisode 16 : Symptômes XXL) : M. Hernandez
- 2003 : Independent Lens (documentaire) (saison, épisode  : Foto-Novelas 2: Broken Sky/Junkyard Saints(2003)… Ray
- 2002 : Boomtown (saison 1, épisode 02 : Possession) : Luis Valdoriso
- 1995 - 2002 : New York Police Blues (NYPD Blue) :
  - (saison 2, épisode 22 : Soupçons) : Richie Morales
  - (saison 4, épisode 02 : Un bébé disparaît) : Nene Lopez
  - (saison 8, épisode 02 : Réveil difficile) : Joe Rodriguez
  - (saison 9, épisode 21 : Le Grand Saut) : Enrique Lopez
- 2002 : X-Files : Aux frontières du réel (The X-Files) (saison 9, épisode 07 : Amnésie) : Nestor
- 2001 : Philly (saison 1, épisode 03 : La Peur du noir) Ruben Arroyo
- 2001 : Division d'élite (The Division) (saison 1, épisode 04 : La Bavure) Jose
- 2000 : The Michael Richards Show (saison, épisode  : Pilot) : Hector
- 2000 : Pensacola (saison 3, épisode 20 : Casualties of War) : Raoul
- 2000 : City of Angels (saison 1, épisode 12 : To Halve or Halve Not)
- 1998 : Air America (saison 1, épisode 10 : Épidémie) : Armando Torres
- 1997 - 1998 : Mike Hammer (Mickey Spillane's Mike Hammer) :
  - (saison 4, épisode 05 : Machination) : Détective Martinez
  - (saison 4, épisode 23 : Trafic d'organes) : Hector Gonzalez
- 1997 : Une sacrée vie (saison, épisode  : Hodie Christus Natus Est) : Rigoberto
- 1997 : Brooklyn South (saison 1, épisode 05 : Vivre et laisser vivre) : Ronnie
- 1997 : Night Man (saison, épisode  : I Left My Heart in San Francisco)
- 1996 : Seinfeld (saison, épisode  : Le Paquet) : Facteur
- 1996 : Arabesque (Murder, She Wrote) (saison 12, épisode 13 : L'Ombre du Passé) : Sam Desoto
- 1995 : High Sierra Search and Rescue : Enrique Cruz
  - (saison, épisode  : Lillith)
  - (saison, épisode  : Much Ado)
  - (saison, épisode  : Shifting Winds)
  - (saison, épisode  : Mozart and Stone)
  - (saison, épisode  : Tooter and the Gang)
- 1994 : Dead at 21 (saison, épisode  : In Through the Out Door) : Alphonse
- 1994 : Bakersfield P.D. (saison, épisode  : There Goes the Neighborhood) : Tom Tom
- 1992 : Tequila et Bonetti (Tequila and Bonetti) (saison 1, épisode 04 : Le Langage du cœur) : Miguel Montoyo
- 1991 : Jack Killian, l'homme au micro (Midnight Caller) (saison 3, épisode 13 : L'Indésirable) : Miguel Torres
- 1987 - 1990 : L’Enfer du devoir (Tour of Duty) : soldat Alberto Ruiz / SP4 Alberto 'Roo' Ruiz
- 1986 - 1988 : MacGyver :
  - (saison 2, épisode 05 : Atterrissage périlleux) : Ramon
  - (saison 4, épisode 02 : Frères de sang) : Spider
- 1987 : Ohara (saison, épisode  : Jesse) : J.T.
- 1985 : Deux flics à Miami (Miami Vice) (saison, épisode  : [[Saison 2 de Deux Flics à Miami#Épisode 1 : Le Retour du fils prodigue [1/2]|Le Retour du fils prodigue : 1re partie]]) : Bustos
- 1984 : Young People's Specials (saison, épisode  : Nicky and the Nerd) : Hector

#### Téléfilms
- 1999 : Justice : Carlos Gutierrez
- 1994 : Search and Rescue : Enrique
- 1994 : Beauté fatale (Shattered Image) : Jorge
- 1993 : Vengeance sur parole
- 1985 : Stingray
- 1983 : Venice Medical : Jorge
- 1981 : We're Fighting Back : Benny

## Jeux vidéo
- 2011 : L.A. Noire : Sergio Rojas (voix)
- 2004 : Def Jam: Fight for NY : Skull (voix)